# Jaintgarh
Jaintgarh ist ein Dorf, im indischen Distrikt West Singhbhum des indischen Bundesstaates Jharkhand. Das Dorf unterliegt der Regierungsform des Panchayat.

## Lage
Jaintgarh befindet sich im Osten Indiens, nordöstlich des Similipal-Nationalparks. Das Dorf befindet sich 438 Meter über dem Meeresspiegel, entlang des Flusses Baitarani.

## Sprache
Jaintgarh-Dorfbewohner benutzen die Sprachen Hindi, Santali und Bengali.